# Ervenico
Ervenico (in croato Ervenik) è un comune della Croazia di 998 abitanti della Regione di Sebenico e Tenin di cui il 94,9% serbi e il 3,1% croati (censimento del 2001).

## Geografia antropica

### Località
Il comune di Ervenico è composto da 5 insediamenti (naselja) di seguito elencati. Tra parentesi il toponimo italiano.
- Ervenik (Ervenico)
- Mokro Polje (Mocropoglie[3])
- Oton
- Pađene (Pagene[4])
- Radučić (Raducich[4])